# Baldellia alpestris
Baldellia alpestris, jedna od tri priznate vrste kornjašica, porodica žabočunovke. Ograničena je na sjeverozapad Pirenejskog poluotoka, sjeverni Portugal i sjeverozapadna Španjolska. Hemikriptofit ili helofit.

## Sinonimi
- Alisma alpestre Coss.
- Echinodorus alpestris (Coss.) Micheli